# Perwomaiskoje (Kaliningrad, Gurjewsk)
Perwomaiskoje (russisch Первомайское, deutsch Kuggen) ist ein Ort in der russischen Oblast Kaliningrad. Er gehört zur kommunalen Selbstverwaltungseinheit Stadtkreis Gurjewsk im Rajon Gurjewsk.

## Geographische Lage
Perwomaiskoje liegt 19 Kilometer nordöstlich der Stadt Kaliningrad (Königsberg) an der Regionalstraße 27A-024 (ex A190). Innerorts zweigt die Kommunalstraße 27K-342 in südliche Richtung nach Mendelejewo (Poggenpfuhl) ab.
Bis 1945 war das damalige Kuggen Bahnstation an der Bahnstrecke Königsberg–Tilsit. Der Bahnhof lag zwei Kilometer östlich des Dorfes. Er trägt jetzt den Namen des Nachbarortes Bajewka (Kuikeim) und ist lediglich noch ein Ostanowotschny punkt (O.p. = „Haltepunkt“) an der Bahnlinie von Kaliningrad nach Sowetsk.

## Geschichte
Das einst Kuggen genannte Gutsdorf wurde am 30. April 1874 namensgebender Ort und Verwaltungssitz des neu errichteten Amtsbezirks Kuggen im Landkreis Königsberg (Preußen) im Regierungsbezirk Königsberg der preußischen Provinz Ostpreußen. Gegen Ende des 19. Jahrhunderts wurde das Nachgutsdorf Lucienhof (heute nicht mehr existent) nach Kuggen eingemeindet. 1910 zählte das Dorf 234 Einwohner.
Im Jahre 1928 verlor Kuggen seine Eigenständigkeit und wurde nach Poggenpfuhl (heute russisch: Mendelejewo) eingegliedert. Der Amtsbezirk wurde – nachdem die einzig noch verbliebene Gemeinde Molsehnen (russisch: Kosmodemjanskoje) in den Amtsbezirk Damerau (russisch: Sokolowka) umgegliedert worden war – am 14. Mai 1930 aufgelöst. Jetzt dem Amtsbezirk Poggenpfuhl zugehörig wechselte 1939 noch die Zuordnung zu dem umgewandelten Landkreis Samland.
Infolge des Zweiten Weltkrieges kam Kuggen aufgrund seiner Lage im nördlichen Ostpreußen zur Sowjetunion. Im Jahr 1950 erhielt der Ort die russische Bezeichnung Perwomaiskoje und wurde gleichzeitig dem Dorfsowjet Jaroslawski selski Sowet im Rajon Gurjewsk zugeordnet. Später gelangte der Ort in den Kosmodemjanski selski Sowet. Von 2008 bis 2013 gehörte Perwomaiskoje zur Landgemeinde Dobrinskoje selskoje posselenije und seither zum Stadtkreis Gurjewsk.

### Amtsbezirk Kuggen (1874–1930)
Zum Amtsbezirk Kuggen gehörten vor 1930 sechs Gutsbezirke:
| Name                   | Russischer Name  | Bemerkungen                                 |
| ---------------------- | ---------------- | ------------------------------------------- |
| Blöstau                | Wischnjowka      | nach Molsehnen eingegliedert                |
| Bruch                  | Snamenka         | nach Poggenpfuhl eingegliedert              |
| Kuggen (ohne Waldhaus) | Perwomaiskoje    | 1928 nach Poggenpfuhl eingegliedert         |
| Lucienhof              |                  | nach Kuggen eingegliedert                   |
| Molsehnen              | Kosmodemjanskoje | 1930 in den Amtsbezirk Damerau umgegliedert |
| Schugsten              |                  |                                             |

## Kirche
Die überwiegend evangelische Bevölkerung Kuggens war bis 1945 in das Kirchspiel Schönwalde (heute russisch: Jaroslawskoje) eingepfarrt und gehörte zum Kirchenkreis Königsberg-Land II innerhalb der Kirchenprovinz Ostpreußen der Kirche der Altpreußischen Union. Heute liegt Perwomaiskoje im Einzugsgebiet der in den 1990er Jahren neu entstandenen evangelisch-lutherischen Gemeinde in Marschalskoje (Gallgarben). Sie ist eine Filialgemeinde der Auferstehungskirche in Kaliningrad (Königsberg) in der Propstei Kaliningrad der Evangelisch-lutherischen Kirche Europäisches Russland.

## Persönlichkeiten des Ortes
- Otto Karl Freiherr von Hüllessem-Meerscheidt (* 23. September 1831 in Kuggen; † 1902), Rittergutsbesitzer und Reichstagsabgeordneter